# Xã Albany, Quận Whiteside, Illinois
Xã Albany (tiếng Anh: Albany Township) là một xã thuộc quận Whiteside, tiểu bang Illinois, Hoa Kỳ. Năm 2010, dân số của xã này là 1.076 người.